# Psittrichas fulgidus
El loro aguileño, loro buitre, loro Drácula o loro de Pesquet (Psittrichas fulgidus) es una especie de ave psitaciforme de la familia Psittrichasiidae que sólo habita en Nueva Guinea y es la única especie del género monotípico Psittrichas.

## Taxonomía
Fue descrito científicamente por el naturalista francés René Primevère Lesson en 1830 como Psittrachus fuligdus, pero al año siguiente describió un género propio para la especie, Psittrichas, en el que actualmente se clasifica como única especie. El género se ubica en la familia Psittrichasiidae, que es la más pequeña de las tres familias pertenecientes a la superfamilia de los loros típicos (Psittacoidea), ya que solo contiene tres especies vivas, distribuidas en sus dos únicos géneros.

## Descripción

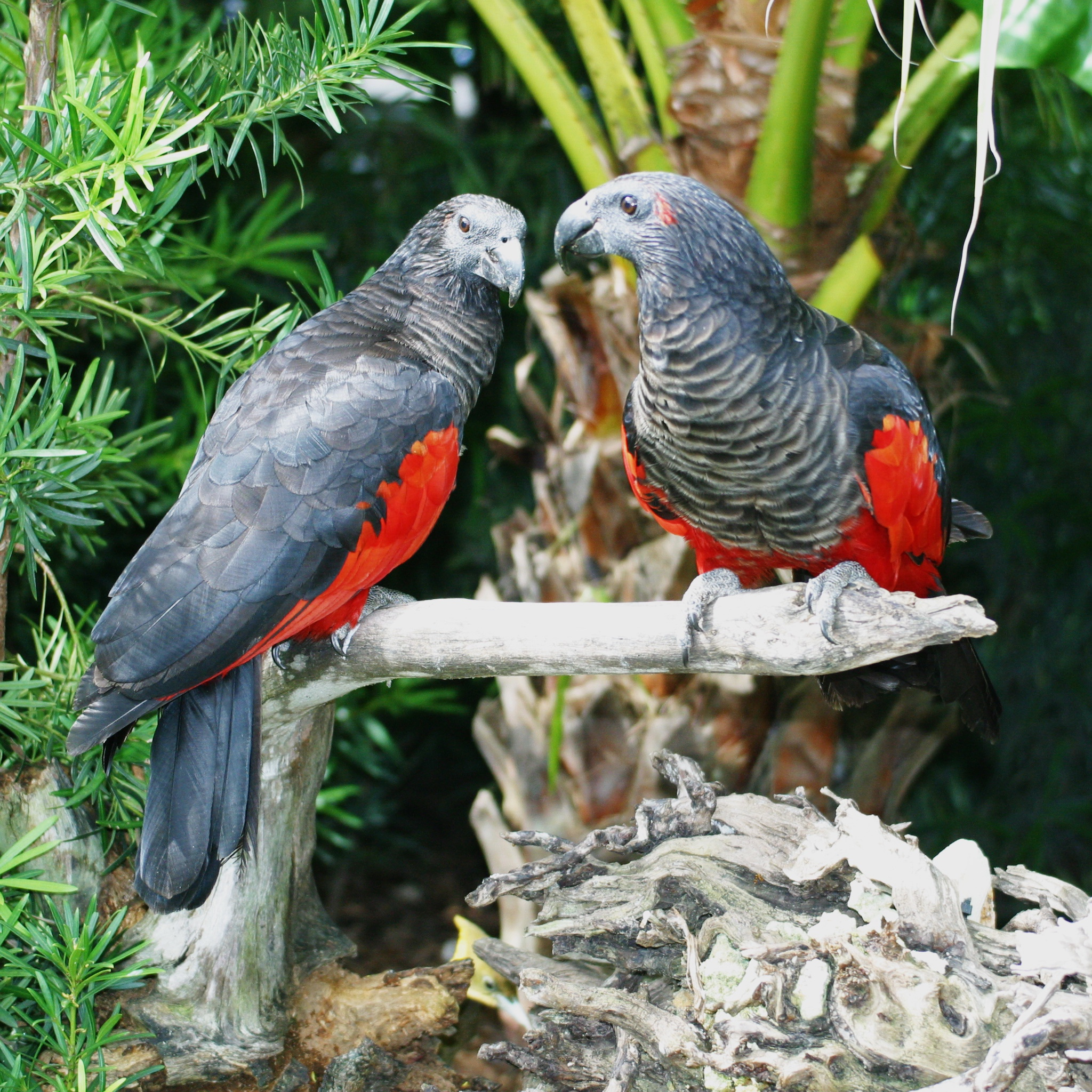
Pareja en cautividad.

El loro aguileño mide unos 46 cm de largo y pesa entre 680–800 g. Su plumaje es principalmente negruzco, con los bordes de las plumas del pecho grises, lo que le da un aspecto escamado, en contraste con el rojo intenso de su vientre, la parte superior de la cola y el frontal de las alas. Los machos adultos además tienen una pequeña mancha roja tras los ojos, de la que carecen las hembras. En comparación con otros loros, su cabeza parece pequeña, en parte debido a su largo pico ganchudo y su rostro sin plumas, ambos de color negruzco. A este perfil similar al de un águila o un buitre debe su nombre común.

## Comportamiento
El loro aguileño a pesar de su apariencia, a diferencia del loro Kea (Nestor notabilis), esta especie es realmente un frugívoro muy especializado, que se alimenta casi exclusivamente de unas pocas especies de higos. También complementan su dieta con flores y néctar. Al menos en parte de su área de distribución es un nómada estacional que se desplaza según la disponibilidad de frutos. La parte desnuda de su cabeza probablemente es una adaptación para evitar que se les peguen las plumas con los frutos pegajosos de los que se alimentan. Se sabe poco de sus hábitos reproductivos en la naturaleza, salvo que ponen de dos a tres huevos en un nido situado en un hueco grande de un árbol. Suelen avistarse en parejas o pequeños grupos de hasta 20 individuos. En vuelo alternan los rápidos aleteos con planeos cortos.

## Conservación
Las plumas del loro aguileño eran muy apreciadas por los nativos de Nueva Guinea. A todo esto, se añade la caza por el comercio ilegal como mascotas y la destrucción de hábitat. Por ello la IUCN lo clasifica como especie vulnerable en su lista roja. El loro aguileño se incluye en el apéndice II de CITES.